# Constitució de Meiji
La Constitució de l'Imperi del Japó (Kyūjitai: 大日本帝國憲法 Shinjitai: 大日本帝国憲法, Dai-Nippon Teikoku Kenpō), més coneguda com la Constitució Imperial o Constitució de Meiji fou la llei fonamental de l'Imperi del Japó del 29 de novembre, 1890 fins al 2 de maig, 1947.
El 7 d'abril de 1868, l'emperador va emetre la Carta de jurament, una declaració de cinc punts sobre la naturalesa del nou govern. La declaració, pensada per guanyar-se els que encara no s'havien compromès amb el nou règim, va abolir el feudalisme i va proclamar un govern democràtic modern per al Japó.
Acabada en 1889, entrà en vigor després de la Restauració Meiji, i establí una monarquia constitucional basada en el model prussià, en què l'emperador del Japó era un governant actiu amb poder polític significatiu, però el compartia amb la Dieta, els membres de la qual eren elegits democràticament, i altres òrgans com el Consell Privat i els militars. Després de la Restauració de Meiji, que restaurà el poder polític directe a l'emperador per primera vegada en més d'un mil·lenni, el Japó passà per un gran període de reformes polítiques i socials, i d'occidentalització que tenien la intenció d'enfortir el país, al nivell de les nacions del món occidental. Amb la promulgació de la constitució, el Japó esdevingué la primera democràcia parlamentària d'Àsia.
La Constitució de Meiji establia límits molt clars al poder de la branca executiva i l'absolutisme de l'emperador. També creava una judicatura independent. Tanmateix, la seua redacció era molt ambigua, i en alguns casos contradictòria. Els líders del govern i els partits polítics hagueren d'interpretar si la constitució podia usar-se per justificar el govern autoritari o el liberal-demòcrata. La lluita entre estes tendències dominà el govern aleshores de l'Imperi del Japó.
Després de la Segona Guerra Mundial va seguir un període conegut com al Japó ocupat, encapçalat en gran manera pel general de l'exèrcit nord-americà Douglas MacArthur per revisar la constitució japonesa i desmilitaritzar la nació. L'ocupació aliada, inclosa l'assistència econòmica i política concurrent, va continuar fins al 1952. Les forces aliades van ordenar al Japó que abolís la Constitució Meiji i fes complir la Constitució del Japó de 1947. Aquesta nova constitució va ser imposada pels Estats Units sota la supervisió de MacArthur, qui va incloure la famosa renúncia expressa al dret de declarar la guerra, en el capítol 9, i substituí el sistema imperial amb una forma occidental de democràcia liberal.